# Euphorbia pubicaulis
Euphorbia pubicaulis là một loài thực vật có hoa trong họ Đại kích. Loài này được S.Moore mô tả khoa học đầu tiên năm 1926.